# Vihren Peak
Vihren Peak (in lingua bulgara: връх Вихрен, Vrach Vihren ) è un aguzzo picco piramidale, alto 1.150 m, situato nel Levski Ridge, nei Monti Tangra dell'Isola Livingston, nelle Isole Shetland Meridionali, in Antartide. Il monte si staglia sulla Devnya Valley e sul Ghiacciaio Huron a nord-nordovest, e sul Ghiacciaio Magura a sudest. 
La denominazione è stata assegnata in onore dell'omonima vetta dei monti Pirin in Bulgaria.

## Localizzazione
Il picco è situato alle coordinate 62°39′36″S 60°01′40″W, a nordest della Vitosha Saddle, 1,73 km a nordest del Great Needle Peak, 490 m a sud-sudovest del Helmet Peak e 2,2 km nord del Radichkov Peak (rilevazione topografica bulgara Tangra 2004/05, mappatura bulgara del 2005 e 2009).

## Mappe
- L.L. Ivanov et al. Antarctica: Livingston Island and Greenwich Island, South Shetland Islands. Scale 1:100000 topographic map. Sofia: Antarctic Place-names Commission of Bulgaria, 2005.
- L.L. Ivanov. Antarctica: Livingston Island and Greenwich, Robert, Snow and Smith Islands. Scale 1:120000 topographic map.  Troyan: Manfred Wörner Foundation, 2009.  ISBN 978-954-92032-6-4